# June Maston
June Maston (June Rit Maston, verheiratete Ferguson; * 11. März 1928; † 4. Dezember 2004) war eine australische Sprinterin.
1948 wurde sie bei den australischen Meisterschaften Vierte über 100 Yards. Bei den Olympischen Spielen 1948 in London gewann sie die Mannschafts-Silbermedaille in der 4-mal-100-Meter-Staffel zusammen mit ihren Teamkolleginnen Shirley Strickland, Betty McKinnon und Joyce King, hinter dem Team der Niederlande (Gold) und vor dem Team aus Kanada (Bronze).